# Stenestads landskommun
Stenestads landskommun var en tidigare kommun i dåvarande Kristianstads län.

## Administrativ historik
Kommunen bildades i Stenestads socken i Södra Åsbo härad i Skåne när 1862 års kommunalförordningar trädde i kraft. 
Vid kommunreformen 1952 uppgick kommunen i Kågeröds landskommun och området övergick samtidigt till Malmöhus län. Kågeröds landskommun uppgick 1969 i Svalövs landskommun som 1971 ombildades till Svalövs kommun.

## Politik

### Mandatfördelning i Stenestads landskommun 1942-1946
| 4 | 11 |

| 15 |

| 4 | 6 | 5 |

| 15 |